# Romeo Benítez
Bernardo Romeo Benítez Fariña (Sargento José Félix López, 14 de noviembre de 2002), más conocido como Romeo Benítez, es un futbolista profesional paraguayo que juega como delantero en el Club Atlético Tigre, de la Primera División de Argentina.

## Trayectoria

### Guaraní
Nacido en Sargento José Félix López, Benítez se unió a la cantera del Guaraní a la edad de 15 años, procedente del club de su ciudad natal, Club Sportivo Cerro Corá de Concepción. Hizo su debut en el primer equipo, y en la Primera División, el 9 de abril de 2022, comenzando en una victoria por 1-0 como visitante ante el Sportivo Ameliano.
Benítez marcó su primer gol como profesional el 21 de mayo de 2022, anotando el tercer gol de su equipo en una contundente victoria por 4-0 como visitante sobre General Caballero JLM. Comenzó a aparecer con más regularidad en la temporada 2023 y anotó un doblete en una victoria por 2-1 como local sobre Sportivo Luqueño el 24 de septiembre de ese año.

### Athletico Paranaense
El 19 de diciembre de 2023, se anunció que Benítez se uniría al equipo del Campeonato Brasileño de Serie A, Athletico Paranaense, con un contrato de cuatro años.

## Estadísticas

### Clubes
Actualizado hasta su último partido disputado el 9 de diciembre de 2024.
| Club                          | Div.          | Temporada     | Liga  | Liga  | Liga   | Copas nacionales | Copas nacionales | Copas nacionales | Copas internacionales | Copas internacionales | Copas internacionales | Total | Total | Total  |
| Club                          | Div.          | Temporada     | Part. | Goles | Asist. | Part.            | Goles            | Asist.           | Part.                 | Goles                 | Asist.                | Part. | Goles | Asist. |
| ----------------------------- | ------------- | ------------- | ----- | ----- | ------ | ---------------- | ---------------- | ---------------- | --------------------- | --------------------- | --------------------- | ----- | ----- | ------ |
| Club Guaraní Paraguay         | 1.ª           | 2022          | 20    | 2     | 2      | —                | —                | —                | —                     | —                     | —                     | 20    | 2     | 2      |
| Club Guaraní Paraguay         | 1.ª           | 2023          | 32    | 5     | 5      | 2                | 1                | 0                | 8                     | 2                     | 1                     | 42    | 8     | 6      |
| Club Guaraní Paraguay         | Total club    | Total club    | 52    | 7     | 7      | 2                | 1                | 0                | 8                     | 2                     | 1                     | 62    | 10    | 8      |
| Athletico Paranaense · Brasil | 1.ª           | 2024          | —     | —     | —      | 5                | 1                | 1                | 2                     | 0                     | 0                     | 7     | 1     | 1      |
| Athletico Paranaense · Brasil | Total club    | Total club    | 0     | 0     | 0      | 5                | 1                | 1                | 2                     | 0                     | 0                     | 7     | 1     | 1      |
| C. A. Tigre Argentina         | 1.ª           | 2024          | 11    | 0     | 2      | —                | —                | —                | —                     | —                     | —                     | 11    | 0     | 2      |
| C. A. Tigre Argentina         | Total club    | Total club    | 11    | 0     | 2      | 0                | 0                | 0                | 0                     | 0                     | 0                     | 11    | 0     | 2      |
| Total carrera                 | Total carrera | Total carrera | 63    | 7     | 9      | 7                | 2                | 1                | 10                    | 2                     | 1                     | 80    | 11    | 11     |
| 1. 2.                         |               |               |       |       |        |                  |                  |                  |                       |                       |                       |       |       |        |